# Kreta, Vrața
Kreta (în bulgară Крета) este un sat în comuna Mezdra, regiunea Vrața,  Bulgaria. 

## Demografie
Componența etnică a satului Kreta
     Romi (11%)
     Bulgari (84,86%)
     Nicio identificare (4,12%)
     Altele (0%)
La recensământul din 2011, populația satului Kreta era de 218 locuitori. Din punct de vedere etnic, majoritatea locuitorilor (84,86%) erau bulgari, cu o minoritate de romi (11%). Pentru 4,12% din locuitori nu este cunoscută apartenența etnică.